# Web-First-Prinzip
Unter der Bezeichnung Web-First-Prinzip oder auch Online-First-Prinzip stellen Massenmedien ihre Beiträge bereits vor der späteren Druckausgabe im Internet zur Verfügung. Das Veröffentlichen von Nachrichten im Web erhält damit Vorrang vor der Publikation im Druckerzeugnis.

## Geschichte
Vorreiter auf diesem Gebiet waren der Guardian und die Times. Das Prinzip etablierte sich nach und nach, da die Druckerzeugnisse vorwiegend auf einen 24-Stunden-Zyklus zugeschnitten waren und so Nachrichten und Meldungen, die erst kurz vor oder erst nach Redaktionsschluss eintrafen, bis auf den nächsten Redaktionsschluss verschoben werden mussten.
Auch im deutschsprachigen Raum folgten verschiedene Zeitschriften dem Prinzip wie zum Beispiel Spiegel Online oder Welt Online. Auffällig ist, dass bis zum Jahre 2007 keine einzige Zeitung in der Schweiz das Online-First-Prinzip einsetzte.
Im größten Newsroom Deutschlands vereinten sich 2007 die Redakteure von Die Welt, Die Welt Kompakt, Welt am Sonntag und Berliner Morgenpost. Diese beliefern nicht nur die einzelnen Druckausgaben mit Scoops, sondern arbeiten auch für deren Online-Auftritte. Hier werden auch Videobeiträge als kurze Nachrichtensendungen, ein Podcast, eine Blog-Rubrik, Web-Feeds und Kommentare von Lesern veröffentlicht.

## Probleme und Herausforderungen
Die Reaktionen auf das Web-First-Prinzip reichen von Akzeptanz und Enthusiasmus bis hin zu Skepsis. Journalisten befürchten mehr Arbeit, da sie sowohl für die Internet- wie auch für die Druckausgabe schreiben und zudem zusätzlich technische Kenntnisse haben müssen. Eine weitere berechtigte Sorge vieler Redaktionsmitarbeiter ist: ob die Leser weiter die Druckausgabe kaufen werden, wenn die Nachrichten bereits im Vorhinein kostenlos online zur Verfügung stehen. Eine schleichende Erosion des Druckabsatzes wird befürchtet. 
Dem Verlust vieler Printleser steht ohnehin die Prognose einer sanften Abwanderung von Druck- zu Internetmedien gegenüber. Für die Online-Redaktion gilt es, ein ausgeglichenes Verhältnis zwischen Risiko und Chance zu finden. Für viele Online-Redaktionen ist das Web-First-Prinzip daher ein Balanceakt zwischen Schnelligkeit und Qualität.

## Organisation
Meist geht das Web-First-Prinzip mit einer redaktionellen Umstrukturierung einher. Anstatt der zwei getrennten Redaktionen für Druck- und Onlineversionen wird ein gemeinsamer Newsroom eingerichtet. Am Newsdesk entscheidet die Redaktion, welche Nachricht wann und wo veröffentlicht wird.
Grundsätzlich kann davon ausgegangen werden, dass Web-First keinem allgemein gültigen Prinzip folgt, sondern flexible Strategien und Lösungsansätze angewendet werden. Der Trend geht eindeutig in Richtung Web-First, wobei es keine fixen Regeln gibt, wann Web-First eingesetzt wird und wann nicht. Jeder Fall wird unterschiedlich behandelt.
Mögliche Richtlinien, die für die Entscheidungsfindung herangezogen werden:
- Je weiter vor dem Druck-Redaktionsschluss, desto eher Web-First: Wenn eine Nachricht erst nach Redaktionsschluss und damit weit vor dem nächsten in den Newsroom kommt, ist sie für die Druck-Ausgabe weniger verwendbar.

- Je weniger exklusiv, desto eher Web-First: Ist die Exklusivität eines Artikels nicht gegeben (z. B. Gerichtsprozesse, Premierenfeiern etc.), wird eher online publiziert.

- Je mehr Nebenthemen, desto eher Web-First: Bei starker Verknüpfung eines Artikels mit weiteren (Neben-)Themen eignet sich dieser eher für eine Publikation im Web.

- Je mehr Schwerpunkt auf Aktualität, desto eher Web-First: Für aktuelle Nachrichten, die rasch veröffentlicht werden sollen (z. B. Fußballergebnisse, Gerichtsentscheidungen, …) ist das Web die schnellere, flexiblere Variante.

- Je weniger Hintergrundinformationen, desto eher Web-First: Ein guter Print-Artikel benötigt detaillierte Hintergrundinformationen; sind diese nicht vorhanden, eignet sich ein Artikel eher für die Onlinepublikation.

- Je jünger die Zielgruppe, desto eher Web-First: Nachrichten und Meldungen, die eine jüngere Zielgruppe ansprechen, werden eher online publiziert.

- Je mehr bildorientiert, desto eher Web-First: Das Web bietet eher die Möglichkeit, zu einem Artikel beliebig viele Bilder oder Bildergalerien hinzuzufügen.

Laut Spiegel[Beleg?] durchlaufen Web-First-Texte die gleichen Bearbeitungsphasen (Auftragsbeschreibung, mehrfaches Korrekturlesen etc.), die gegenwärtig auch für die Druckausgaben gelten. Abzusehen ist jedoch, dass ein mehrfaches Korrekturlesen von Web-First-Texten aufgrund der hohen Anforderungen an Schnelligkeit und Aktualität eher eine Ausnahme sein wird.
Die besucherstärkste Zeit einer Nachrichtenseite ist von 8:00 Uhr bis 17:00 Uhr, da diese als eine Art Büromedium wahrgenommen werden. Die Primetime dieser Seiten ist von 10:30 Uhr bis 13:30 Uhr, da die Angestellten um diese Zeit oftmals schon von Besprechungen zurückkommen und eine Pause einlegen – im Gegensatz zu einer Printredaktion, die zu dieser Zeit gerade ihre Frühkonferenz hat und auf den Redaktionsschluss um 17:30 Uhr hinarbeitet.
Durch das Web-First-Prinzip können Verbesserungsvorschläge von Usern zudem gleich direkt umgesetzt werden. Dabei ist es wichtig, Webseiten einem Usability-Test zu unterziehen und Blickaufzeichnungen durchzuführen.
Die Finanzierung von Webseiten, die ausschließlich online publizieren, erfolgt hauptsächlich durch Banner- und Suchwortwerbung.

## Beispiele aus der Praxis
Zeitgleich zum Guardian publiziert seit Juni 2006 die Londoner Times mit Web First. Das Web gilt in den USA bei Tageszeitungen schon länger als das schnellere Medium im Vergleich mit Printpublikationen, teilweise auch zu TV und Radio. Im Rundfunk kommt dem Web-First-Prinzip eine Sonderrolle zu, da Rundfunk selbst ein zeitnahes Medium ist.
Der Guardian bringt auf seiner Internetseite jeden Wochentag Meldungen, bevor sie in der Zeitung erscheinen. Sportkorrespondenten, die in unterschiedlichen Zeitzonen arbeiten, sehen nichts Ungewöhnliches mehr darin, dass Texte zuerst im Web und erst anschließend in der Druckausgabe erscheinen. Vormals mussten sich Journalisten oftmals mit einer bis zu 36-stündigen Zeitverschiebung abfinden. Alle Auslands- und Lokalteil-Beiträge wurden ab dato ins Internet gestellt, sobald sie eintrafen, anstatt weiterhin auf einen Publikationstermin zu warten.